# Sexe, gombo et beurre salé
Sexe, gombo et beurre salé è un film per la televisione del 2008 diretto da Mahamat-Saleh Haroun.
Presentato al 28º Festival di Cinema Africano di Verona.

## Trama
Hortense, un'infermiera di origine africana sulla quarantina, lascia marito, famiglia e Bordeaux per andare dall'amante, un ostricoltore. Per il marito Malik, è un trauma, tanto più che si ritrova solo a dover crescere due figli, di 6 e di 12 anni. Non rimane che far appello alla suocera, che piomba in Francia per la prima volta direttamente da Abidjan...